# Ulf Arrfelt
Ulf Bertil Hans Arrfelt, född 11 november 1935 i Lund, är en svensk jurist som var lagman i Malmö tingsrätt från 1985 till 2002.
Arrfelt avlade studentexamen i Malmö 1954 och juris kandidatexamen vid Lunds universitet 1960. Han blev fiskal i hovrätten för Övre Norrland 1963, assessor 1969 och hovrättsråd 1974. Arrfelt tjänstgjorde i justitiedepartementet 1969–1985, från 1980 som expeditionschef. Han utnämndes 14 november 1985 till lagman i Malmö tingsrätt..